# Aleksandr Nevski
Aleksandr Iaroslavici Nevski (în ucraineană Олександр Невський, în rusă Александр Ярославич Невский; n. ca. 1220 în Pereslavl-Saleski, regiunea Iaroslav - d. 14 noiembrie 1263, Gorodeț, regiunea Nijni Novgorod) a fost un cneaz al Novgorodului (din 1236) și mare cneaz de Vladimir (din 1252), din dinastia Rurik. Prin victoriile sale obținute în timpul domniei sale, el a devenit un erou național, care este considerat sfânt de Biserica Ortodoxă Rusă.

## Viața
Populația Novgorodului a cerut în anul 1236 ajutorul lui Nevski, care pornește lupta contra suedezilor, pe care-i va învinge în Bătălia de pe Neva. Lângă Pskov va învinge decisiv în anul 1242 în Bătălia de la Lacul Peipsi pe cavalerii din Ordinul Teuton. După ce iese victorios dintr-o serie de lupte de succesiune pentru tron, încheie în 1251 pace cu Norvegia, și împiedică suedezii, prin campania militară din Finlanda, să-i închidă ieșirea la Marea Baltică. Fratele său mai în vârstă, Andrei, face planuri de a ataca Hoarda de Aur; de acest lucru profită Aleksandr care, cu ajutorul mongolilor, ajunge mare cneaz de Vladimir, în locul lui Andrei. El va duce un timp o politică în favoarea consolidării dominației mongole. Din anul 1257, mongolii solicită biruri mari, cea ce duce la nemulțumiri în rândurile populației. Pentru a menține ordinea, hanul mongol Berke îl va ține pe Aleksandr ostatic între anii 1262-1263. În iarna anul 1263, fiind bolnav, Aleksandr Nevski a fost lăsat liber, dar moare la 14 noiembrie 1263 și a fost înmormântat în orașul Vladimir.

## Varia
- Mai multe catedrale îi poartă numele, printre care Catedrala Alexandr Nevski din Sofia și cea din Paris⁠(d).
- Regizorul Serghei Eisenstein a realizat în 1938 filmul istoric Alexandru Nevski.
- Serghei Prokofiev a compus cantata cu titlul Alexandr Nevski, asamblată din piesele muzicale pe care le-a realizat inițial pentru filmul omonim al lui Eisenstein.
- În prezent, în Rusia există Ordinul Aleksandr Nevski⁠(d), o medalie oferită celor ce aduc servicii deosebite țării.